# Заболотний Аркадій Мусійович
Заболотний Аркадій Мусійович (7 січня, 1870, місто Остер, Чернігівська губернія — 18 квітня, 1928, місто Белград, Королівство Югославія) — генерал хорунжий Української Держави, військовий діяч Російської імператорської армії та армії Української Народної Республіки, учасник Російсько-японської війни, учасник Першої світової війни.

## Життєпис
Народився 7 січня 1870 року у місті Остер Чернігівської губернії. Закінчив Чугуївське піхотне юнкерське училище (1894), з 1890 року підпоручик на військовій службі у 32-му піхотному Кременчуцького полку.
Брав участь у Російсько-японській війні. Закінчив Миколаївську академію Генерального штабу за 1-м розрядом (1904), служив на штабових посадах у Київській військовій окрузі. Одружився з Марією Михайлівною Невеженою, уродженкою міста Києва з купецької родини.
Протягом 1904-1905 років бере участь у Російсько-японській війні, з березня 1905 року — обер-офіцер особливих доручень при штабі 21-го армійського корпуса. З 6 вересня 1908 року — викладач Чугуївського піхотного юнкерського училища. 3 25 березня 1912 — полковник, а 5 серпня 1912 — старший ад'ютант штабу Київської військової округи. Брав участь у Першій світовій війні. У 1916–1917 — командир 35-го піхотного Брянського полку. З 10 жовтня 1917 — генерал-майор, начальник штабу 26-го армійського корпусу. Спадковий дворянин.
З листопада 1917 року — начальник 78-ї піхотної дивізії, яка під його керівництвом була українізована. 14 січня 1918 року обраний українською армійською радою головнокомандувачем 9-ї армії Української Народної Республіки. З 12 жовтня 1918 року — начальник штабу 4-го Київського корпусу Армії Української Держави. З 26 грудня 1918 — уповноважений у справі ліквідації майна військових частин у Києві та Київщині. 16 січня 1919 року звільнився з військової служби.
З травня 1920 — на еміграції. Помер у передмісті Белграда, Королівство Югославія, похований там на новому міському цвинтарі.

## Нагороди
- Орден Святої Анни ІІІ та IV ступінь
- Орден Святого Станіслава ІІ та ІІІ ступінь
- Орден Святого Володимира IV ступеня[3]